# Roques del Bruc
Les Roques del Bruc és una muntanya de 1.400 metres que es troba entre els municipis de Castellar de n'Hug i de La Pobla de Lillet, a la comarca catalana del Berguedà.